# Tim Murray (befattningshavare)
Timothy "Tim" Murray, född 31 oktober 1963, är en kanadensisk befattningshavare som var senast general manager för ishockeyorganisationen Buffalo Sabres i NHL.
Han är brorson till Bryan Murray som är före detta NHL–tränare och nuvarande general manager för Ottawa Senators och Terry Murray, som är tränare för Adirondack Phantoms i AHL och före detta NHL–tränare.
Murrays karriär i NHL har till stora delar berott på hans farbror Bryan, och var han har varit anställd. 1993 blev Murray anställd som talangscout för Detroit Red Wings när Bryan var där som general manager. Ett år senare valde han att följa med Bryan till Florida Panthers, när Bryan blev general manager där och Murray fortsatte sitt jobb som talangscout. Den 21 juni 1998 anslöt sig även Murrays andra farbror Terry till laget som Panthers nya tränare. Den 28 december 2000 lämnade både Bryan och Terry sina positioner inom Panthers och han blev kvar i organisationen fram till 2002, när han fick ett nytt jobberbjudande från Bryan som hade blivit general manager för Anaheim Mighty Ducks. Tim anställdes som chef för spelarpersonalen (Director of Player Personnel). Bryan lämnade Mighty Ducks 2004 och Tim var kvar tills 2005. Den 7 juli 2005 blev han anställd av New York Rangers som återigen talangscout. Det varade fram till 2007 när hans farbror Bryan blev general manager för Ottawa Senators och kom med ett nytt erbjudande till honom om att bli assisterande general manager för Senators och general manager för Senators primära samarbetspartner Binghamton Senators i AHL. Detta erbjudande kunde han inte tacka nej till. Det blev officiellt den 5 juli 2007. Den 9 januari 2014 blev det offentligt att Senators divisionskonkurrent Buffalo Sabres hade anställt Murray som deras nya general manager.
| ”              | "It is a day of mixed emotions for me, seeing Tim leave for the Buffalo Sabres. He was a great member of our staff and his contributions will be missed, but I'm also very proud that he is able to become a general manager in the National Hockey League. I want to formally congratulate him on this tremendous achievement.” | „ |
| – Bryan Murray | |   |

Den 20 april 2017 meddelade Sabres ägare Terrence Pegula att Sabres hade sparkat Murray med omedelbar verkan.